# Oak Park (California)
Oak Park è una comunità non incorporata nella contea di Ventura, in California, negli Stati Uniti. Una volta sviluppata nei Simi Hills alla fine degli anni '60, un'unica strada forniva l'unico accesso alla comunità da Agoura Hills, in California, nella vicina contea di Los Angeles . A partire dal censimento del 2010, Oak Park aveva una popolazione di 14.266, in calo rispetto ai 14.625 del censimento del 2000. A fini statistici, lo United States Census Bureau ha definito Oak Park come luogo designato dal censimento(CDP). La definizione del censimento dell'area potrebbe non corrispondere esattamente alla comprensione locale dell'area con lo stesso nome.
Oak Park è la più grande comunità non incorporata nella contea di Ventura. I residenti della comunità hanno votato per il rifiuto di creare una città indipendente, e hanno anche rifiutato di essere annessi ai vicini Thousand Oaks.